# Kenny Burns
Kenneth Burns (23 de setembro de 1953) é um ex-futebolista escocês. O auge de sua carreira de jogador foi no Nottingham Forest, com quem ganhou o título da Primeira Divisão de 1977-78, duas Liga dos Campeões e duas Copas da Liga além do prêmio de Jogador do Ano da FWA.

## Carreira
Burns nasceu em Glasgow e começou sua carreira nas divisões de base do Rangers mas não disputou uma partida profissional pelo clube.
Ao ser dispensado em 1971, aos 17 anos, ele assinou pelo Birmingham City. Ele chegou ao clube como zagueiro, mas foi convertido a posição de atacante depois que Bob Latchford saiu em 1974.
Depois de ingressar no Nottingham Forest por £150.000 em 1977, ele voltou a ser posto como zagueiro central por Brian Clough. Ele foi uma das três contratações que o Forest fez junto com Archie Gemmill e Peter Shilton para melhorar o time que subiu de divisão na temporada anterior.
Burns foi o eleito Futebolista Inglês do Ano pela FWA em 1977-78 pelo seu papel defensivo, o Forest conquistou o título da Primeira Divisão naquela temporada. Eles também ganharam a Copa da Liga da temporada com uma vitória por 1-0 contra o Liverpool; Burns levantou o troféu como capitão em substituição do lesionado John McGovern.
Ele foi uma figura influente nas campanhas do clube nas competições europeias nas três temporadas seguintes, sua parceria defensiva com Larry Lloyd foi fundamental para os títulos do Forest nos torneios de 1979 e 1980. Ele também marcou no segundo jogo da final da Supercopa de 1979 contra o Barcelona.
O Leeds United pagou ao Forest uma taxa de £400.000 por Burns. Ele ficou com o time de Yorkshire até 1984. Burns passou a temporada 1984-85 no Derby County, também jogando um pequeno número de jogos emprestados no Notts County. Sua última temporada na Football League foi em 1985-86 no Barnsley.
Ele passou a representar uma série de clubes sem liga como jogador ou jogador-treinador, terminando como auxiliar técnico no Telford United em 1993.
Ele era famoso por sua imagem de "homem selvagem" e, embora mantendo uma natureza agressiva, ele também possuía uma grande inteligência e sempre tinha chances de marcar gols vitais.
Kenny Burns competiu na Copa do Mundo FIFA de 1978, sediada na Argentina, na qual a Seleção Escocesa terminou na 11º colocação dentre os 16 participantes.

## Títulos
Nottingham Forest
- Campeonato Inglês: 1977–78
- Copa da Liga: 1977–78, 1978–79
- Supercopa da Inglaterra: 1978
- Liga dos Campeões: 1978–79, 1979–80
- Supercopa da UEFA: 1979

Individual
- Jogador do ano do Nottingham Forest: 1977–78, 1980–81
- FWA Footballer of the Year: 1977–78